# Риашу-ди-Сантана (Баия)
Риашу-ди-Сантана (порт. Riacho de Santana) — муниципалитет в Бразилии, входит в штат Баия. Составная часть мезорегиона Юго-центральная часть штата Баия. Входит в экономико-статистический микрорегион Гуанамби. Население составляет 29 652 человека на 2006 год. Занимает площадь 2698,465 км². Плотность населения — 11,0 чел./км².
Праздник города — 13 августа.

## История
Город основан 13 августа 1878 года.

## Статистика
- Валовой внутренний продукт на 2003 год составляет 60 112 172,00 реалов (данные: Бразильский институт географии и статистики).
- Валовой внутренний продукт на душу населения на 2003 год составляет 2059,41 реалов (данные: Бразильский институт географии и статистики).
- Индекс развития человеческого потенциала на 2000 год составляет 0,632 (данные: Программа развития ООН).

## География
Климат местности: полупустыня.